# Great Cornard
Great Cornard – wieś w Anglii, w hrabstwie Suffolk, w dystrykcie Babergh. Leży 29 km na zachód od miasta Ipswich i 84 km na północny wschód od Londynu. W 2005 miejscowość liczyła 8060 mieszkańców.